# Mario Borzaga
Mario Borzaga OMI (* 27. August 1932 in Trient; † Mai 1960 in Laos) war ein italienischer Oblatenmissionar der Makellosen Jungfrau Maria. Er ist ein Seliger der katholischen Kirche.

## Leben
Mario Borzaga trat bereits als Kind in das sogenannte „Kleine Seminar“ ein, mit dem Ziel Priester zu werden. Angesprochen von einem Leben als Missionar, begann er das Noviziat bei den Oblatenmissionaren. Nach dem Theologiestudium und der Priesterweihe wurde er als Missionar nach Laos gesandt. Bereits nach kurzer Zeit wurde er zusammen mit seinem Katechisten Paul Thoj Xyooj Paj Lug auf einer Missionsreise ermordet.

## Seligsprechung
Der Seligsprechungsprozess für Mario Borzaga OMI wurde 2008 eingeleitet.
Am 11. Dezember 2016 wurde Mario Borzaga zusammen mit Paul Thoj Xyooj Paj Lug und 15 anderen Märtyrern in Vientiane von Kardinal Orlando Quevedo OMI seliggesprochen.